# Socket 3
Socket 3 — роз'єм мікропроцесорів для різних x86 мікропроцесорів, був продовженням Socket 2 для впровадження додаткової функціональності, що надавала комп'ютерам вищої швидкодії. Socket 3 був обернено сумісним із своїм попередником. Оновлення полягало у видаленні одного контакту, а подачу напруги до ядра підвищили до 5 В. Відсутність одного гнізда для ніжки запобігало помилковому встановленню старіших процесорів, із напругою ядра 3,3 В. Socket 3 є 237-контактним LIF/ZIF PGA (19x19) сокет із підтримкою 3,3 В і 5 В , 25-50 МГц Intel 486 SX, 486 DX, 486 DX2, 486 DX4, Intel 486 OverDrive та Pentium OverDrive процесори, а також AMD Am486 та Am5x86 процесори.